# Siona oenotriensis
Siona oenotriensis är en fjärilsart som beskrevs av Otto Staudinger 1915. Siona oenotriensis ingår i släktet Siona och familjen mätare. Inga underarter finns listade i Catalogue of Life.